# Distretto di Oguzhan
Il distretto di Oguzhan è un distretto del Turkmenistan situato nella provincia di Mary. Ha per capoluogo la città di Gulanly.